# Neverwhere
Neverwhere a tout d'abord été une série télévisée anglaise de six épisodes écrite par Neil Gaiman et diffusée sur la BBC en 1996, puis un roman (il a lui-même fait l'adaptation) paru en 1996, traduit en français par Patrick Marcel en 1998. Ce roman est un des premiers livres de fantasy urbaine traduit en France.
En 2006, le livre a à son tour été adapté en roman graphique par Mike Carey et Glenn Fabry. Il est publié en anglais par Titan Books en Grande-Bretagne et Vertigo aux États-Unis.

## Résumé
Richard Mayhew vit à Londres une vie sans histoire, travaille dans un bureau, s'apprête à se marier, lorsqu'il sauve la vie de Porte, une jeune fille qui a le don de savoir ouvrir tout ce qui peut s'ouvrir et des portes donnant sur n'importe quel endroit de l'univers auquel elle pense. Cet évènement fait basculer la vie de Richard. Sa fiancée le quitte, ses proches ne le voient plus, sa vie semble n'avoir jamais existé.
Il découvre alors qu'il existe un Londres d'En Bas, souterrain, peuplé de mendiants qui parlent aux rats, et de toute une société féodale et magique. Il décide de suivre Porte à la recherche des assassins de son père, dans l'espoir de trouver un moyen de reprendre une vie normale.

## Thèmes
- Les habitants du monde d'En Haut ne voient pas ceux du monde des mendiants, comme s'ils n'existaient pas. Il y a donc une métaphore claire de notre attitude envers les défavorisés de notre société.
- Neverwhere est un conte qui confronte le monde réel et un monde imaginaire, ce qu'on qualifie de fantasy urbaine. Ce serait d'ailleurs l'une des premières œuvres du genre. Blackfriars

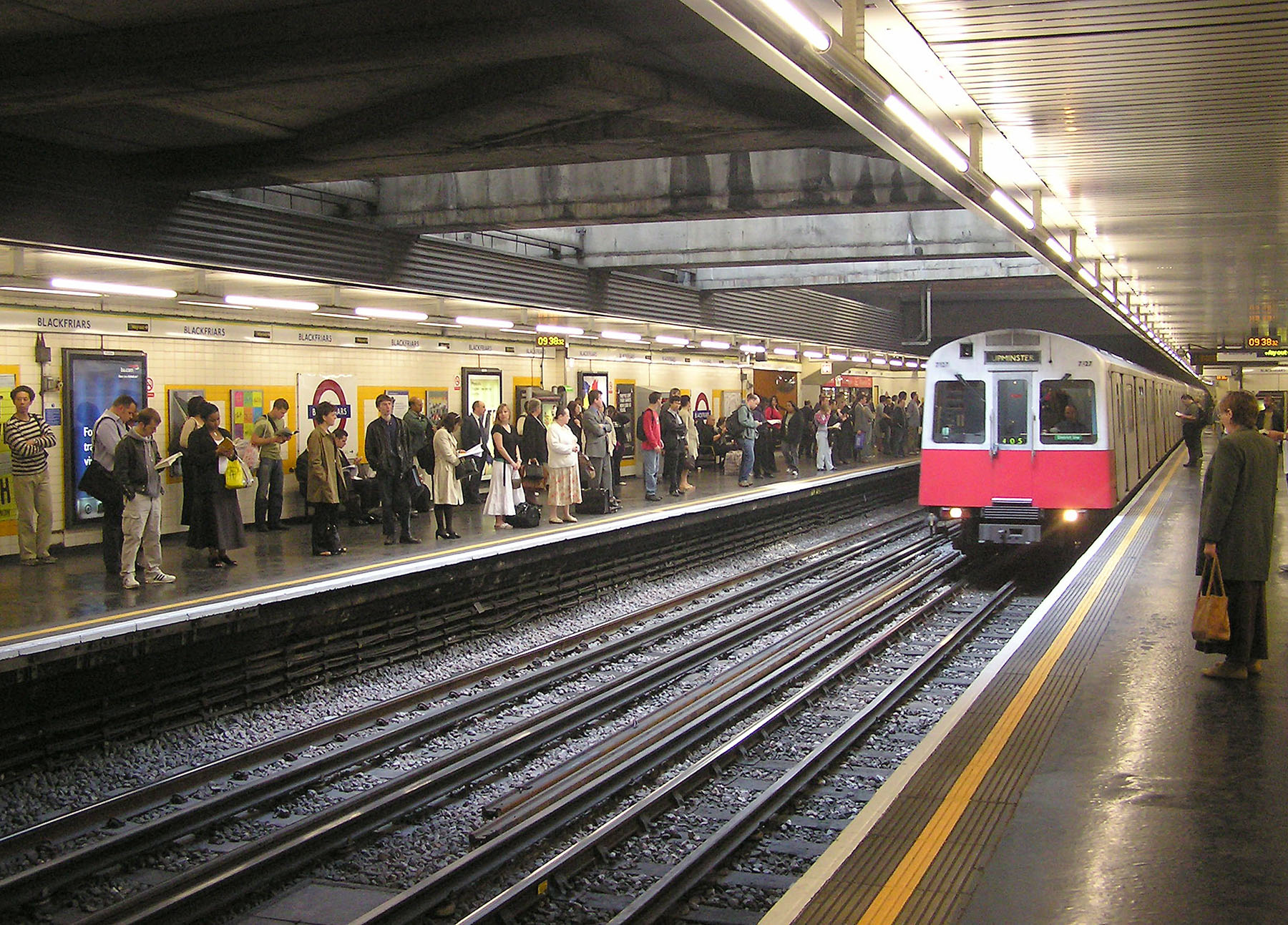
Blackfriars

- La ville de Londres est parcourue dans tous les sens, au-dessus et en dessous de la surface. Les noms des lieux les plus célèbres de cette ville, en particulier des stations de métro (dont certaines fermées au public depuis des décennies), trouvent une explication dans le Londres d'En Bas. Sous Blackfriars, par exemple, on trouve des moines noirs, Knightsbridge est un pont très dangereux, etc.
- La banalité et l'ennui d'une vie normale, comparée à celle dans le Londres d'En Bas.

## Personnages
- Richard Mayhew
- Porte
- Mr Croup et Mr Vandemar, tueurs sadiques
- Le Marquis de Carabas, magouilleur et manipulateur
- Chasseur, une combattante, garde du corps de Porte
- L'ange Islington (son nom est celui d'un quartier du Grand Londres)
- Jessica (la fiancée de Richard)
- Anesthésie (une Parle-aux-Rats qui fait la route avec Richard jusqu'au premier marché flottant)
- Old Bailey